# ساحل فلوریانا
ساحل فلوریانا (انگلیسی: Floreana Island) این جزیره یکی از جزایر گالاپاگوس است و در اکوادور قرار دارد. این جزیره به نام اولین رئیس‌جمهور اکوادور نامگذاری شده‌است.

## نگارخانه

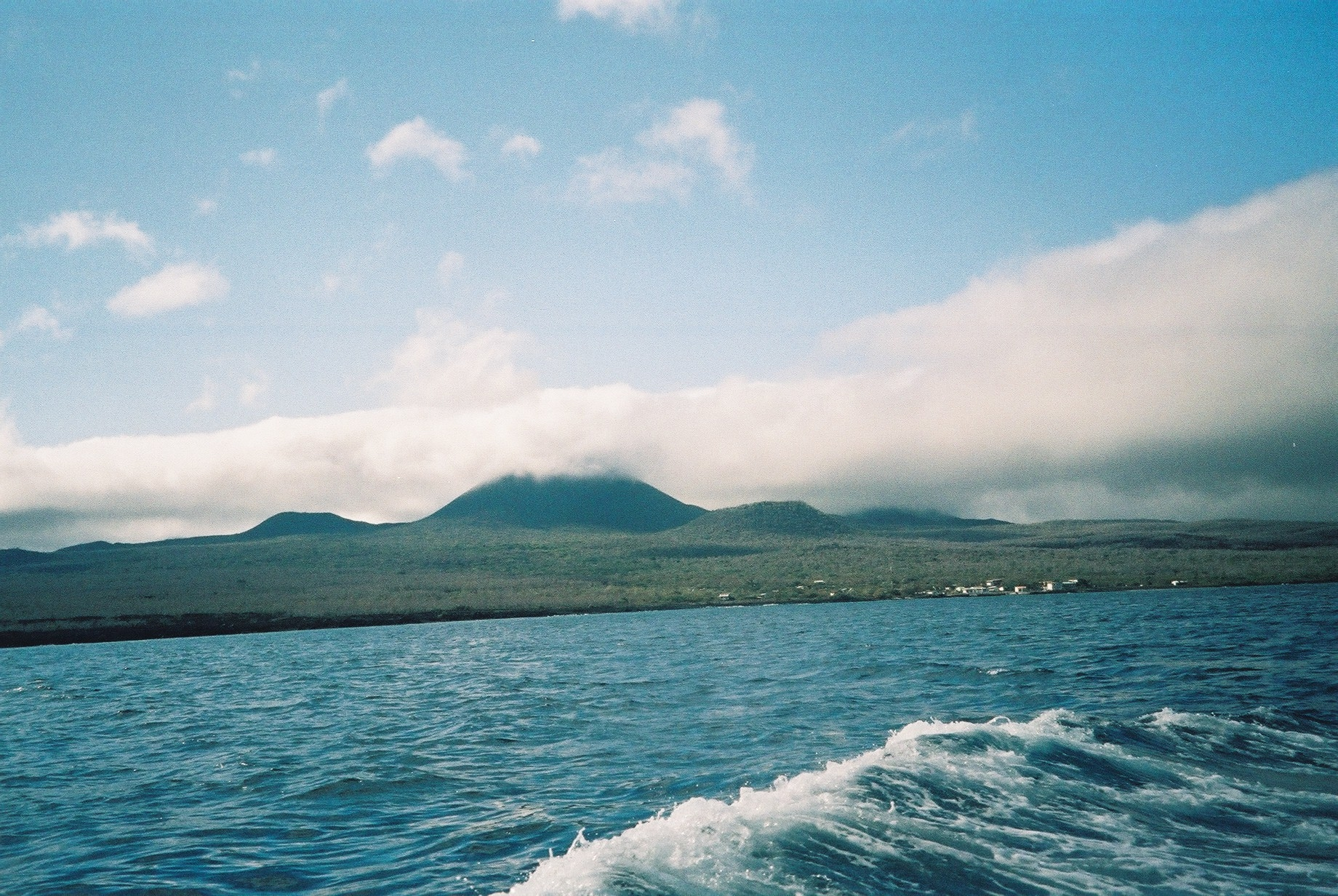
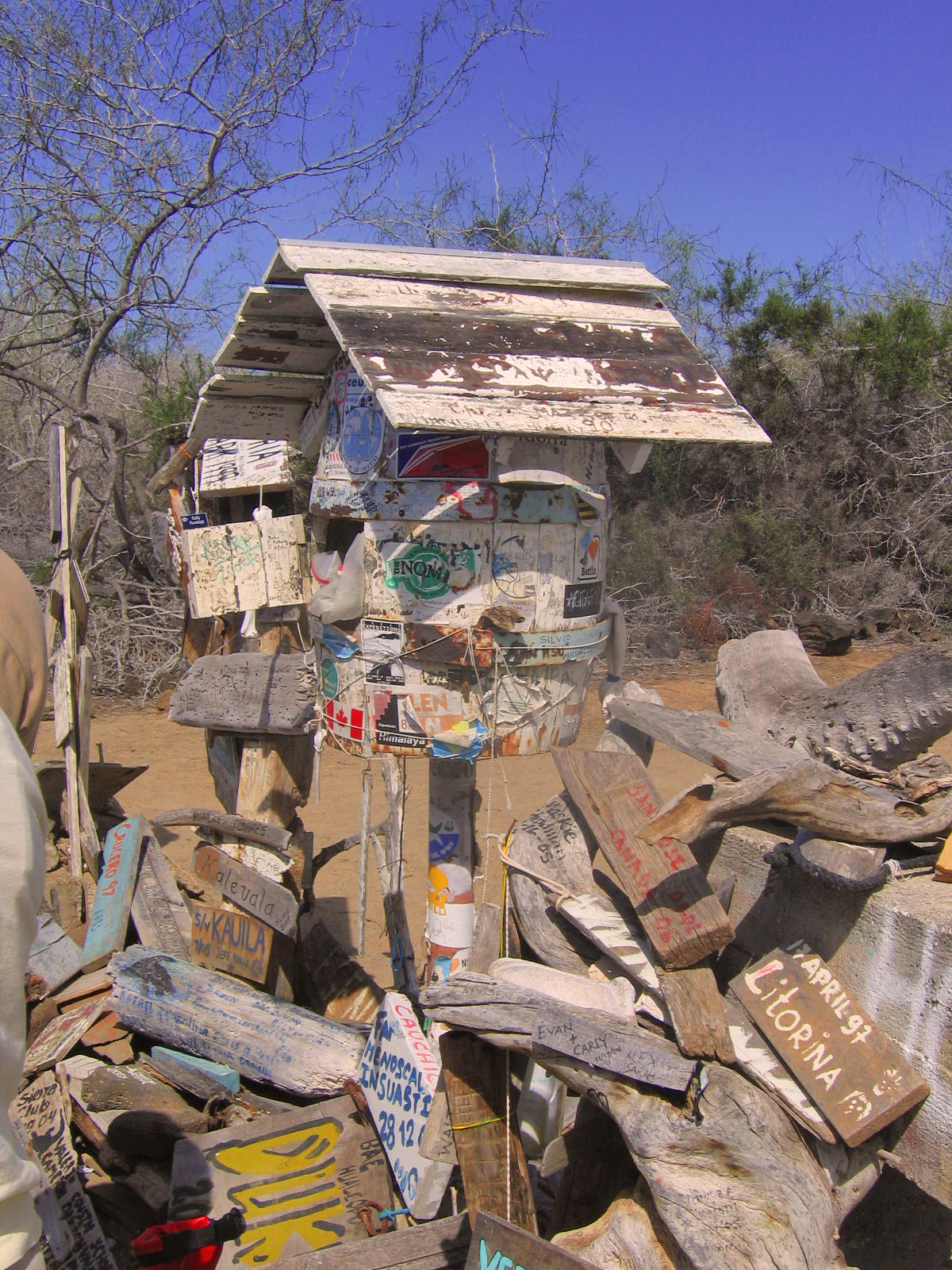